# Jan Emmens (politicus)
Jan Emmens (Rolde, 7 december 1897 – Naaldwijk, 21 februari 1988) was een Nederlands politicus, bestuurder en tuinder.
Jan Emmens werd geboren in het Drentse Rolde als zoon van Willem Emmens, hoofdonderwijzer en leraar aan de Rijkslandbouwwinterschool, en zijn vrouw Hendrikje Mulder. Na de u.l.o. en de Rijkslandbouwwinterschool te Zutphen vestigde Emmens zich als tuinder in het Westlandse Naaldwijk. In die niet bepaald socialistische gemeente was hij lange tijd raadslid voor de sociaaldemocraten (1927-1970, met enige onderbrekingen) en invloedrijk wethouder na de oorlog. Hij was van 1927 tot 1941 raadslid, en na de oorlog ook lid van de tijdelijke gemeenteraad. Op 9 november 1945 werd hij benoemd tot wethouder van onder andere onderwijs en huisvesting, wat hij acht jaar zou blijven.
In 1948 werd hij voor een periode gekozen in de Tweede Kamer der Staten-Generaal, waar hij een van de landbouwwoordvoerders was. Hij hield zich vooral bezig met landbouw, en daarnaast met visserij en waterstaat (Zuiderzeefonds). Hij onttrok zich in 1948 samen met Jacques de Kadt aan de stemming over de motie-De Groot waarin de dekolonisatieoorlog in Indonesië werd veroordeeld, terwijl zijn fractie tegenstemde.
Na vier jaar werd Emmens niet herkozen, maar hij was intussen wel lid geworden van de Provinciale Staten van Zuid-Holland. Na een onderbreking tussen 1953 en 1962 keerde hij ook weer terug als wethouder van Naaldwijk, nu voor financiën en sport. Hij zou dat blijven tot 1970, toen hij op 72-jarige leeftijd de politiek uiteindelijk vaarwel zei.
Emmens trouwde in 1930 in Naaldwijk met Geertje Klinkenberg, met wie hij een zoon en een dochter zou krijgen. Zijn schoondochter was politicus Aaltje Emmens-Knol.